# Within the Realm of a Dying Sun
Albums de Dead Can Dance
Spleen and Ideal
(1985) The Serpent's Egg
(1988)
Within the Realm of a Dying Sun est le titre du troisième album du duo Dead Can Dance. Ce disque est paru le 27 juillet 1987 chez 4AD sous le numéro de catalogue CAD705.
L'album est sans doute le dernier enregistré à un moment où Brendan Perry et Lisa Gerrard formaient encore un couple à la ville. La tonalité générale de l'album est sombre et parfois dramatique, en harmonie parfaite avec la pochette, qui ne présente qu'un bandeau noir et une photo prise au cimetière du Père-Lachaise. Elle représente la pleureuse qui orne la tombe de Raspail.
À partir de cet album, Dead Can Dance délaisse totalement ce qu'il lui restait de rock. C'est l'album du groupe qui a le son le plus classique : une petite formation de cordes et de cuivres assure la partie instrumentale. Le son des trompettes contribue beaucoup à l'ambiance funèbre de la musique, comme sur Dawn of the Iconoclast ou le morceau contemporain de cet album The Protagonist, inclus sur la compilation Lonely is an Eyesore. La musique incorpore également des accompagnements en contrepoint, pour lesquels Brendan Perry a suivi des cours de musicologie.
L'album a pour particularité de séparer nettement les morceaux chantés par Brendan Perry et ceux interprétés par Lisa Gerrard (les quatre derniers, parmi lesquels le classique Cantara). Ils disposaient chacun d'une face de l'édition 33 tours.

## Morceaux de l'album
Tous les titres ont été composés par Lisa Gerrard et Brendan Perry.
1. Anywhere Out of the World - 5:08
2. Windfall - 3:30
3. In the Wake of Adversity - 4:14
4. Xavier - 6:16
5. Dawn of the Iconoclast - 2:06
6. Cantara - 5:58
7. Summoning of the Muse - 4:55
8. Persephone (The Gathering of Flowers) - 6:36

## Membres

### Dead Can Dance
- Lisa Gerrard : chant (pistes 5, 6, 7 & 8), tous les autres instruments, production
- Brendan Perry : chant (pistes 1, 3 et 4), tous les autres instruments, production

### Musiciens de sessions
- Peter Ulrich : timbales
- Alison Harlin et Emlyn Singleton : violon
- Piero Gasparini : alto
- Tony Gamage et Gus Ferguson : violoncelle
- Mark Gerrard : trompette
- Richard Avison et John Singleton : trombone
- Andrew Claxton : basse trombone et tuba
- Ruth Walson : hautbois

### Reprises
- Xavier a été reprise par le groupe de metal gothique britannique Paradise Lost, elle figure en bonus track de l'album Symbol of Life, sorti en 2002.
- Cantara a été reprise par le groupe français Rajna et apparaît sur leur album The Heady Wine of Praise produit en 2001, sur le label Holy Records.